# Australia en los Juegos Paralímpicos de Tokio 2020
Australia estuvo representada en los Juegos Paralímpicos de Tokio 2020 por un total de 174 deportistas, 98 hombres y 76 mujeres.

## Medallistas
El equipo paralímpico australiano obtuvo las siguientes medallas:
| Nombre                                                                | Deporte                  | Evento                                 |
| --------------------------------------------------------------------- | ------------------------ | -------------------------------------- |
| Oro                                                                   |                          |                                        |
| Madison de Rozario                                                    | Atletismo                | 800 m T53 femenino                     |
| Madison de Rozario                                                    | Atletismo                | Maratón T54 femenino                   |
| Vanessa Low                                                           | Atletismo                | Salto de longitud T63 femenino         |
| James Turner                                                          | Atletismo                | 400 m T36 masculino                    |
| Amanda Reid                                                           | Ciclismo en pista        | 500 m contrarreloj C1-3 femenino       |
| Paige Greco                                                           | Ciclismo en pista        | Persecución individual C1-3 femenino   |
| Emily Petricola                                                       | Ciclismo en pista        | Persecución individual C4 femenino     |
| Darren Hicks                                                          | Ciclismo en ruta         | Contrarreloj C2 masculino              |
| Rachael Watson                                                        | Natación                 | 50 m libre S4 femenino                 |
| Lakeisha Patterson                                                    | Natación                 | 400 m libre S9 femenino                |
| William Martin                                                        | Natación                 | 100 m mariposa S9 masculino            |
| William Martin                                                        | Natación                 | 400 m libre S9 masculino               |
| Rowan Crothers                                                        | Natación                 | 50 m libre S10 masculino               |
| Ben Popham                                                            | Natación                 | 100 m libre S8 masculino               |
| Benjamin Hance                                                        | Natación                 | 100 m espalda S14 masculino            |
| Matthew Levy Rowan Crothers Ben Popham William Martin                 | Natación                 | 4 × 100 m libre (34 ptos.) masculino   |
| Curtis McGrath                                                        | Piragüismo               | KL2 masculino                          |
| Curtis McGrath                                                        | Piragüismo               | VL2 masculino                          |
| Lei Lina                                                              | Tenis de mesa            | Individual 9 femenino                  |
| Yang Qian                                                             | Tenis de mesa            | Individual 10 femenino                 |
| Dylan Alcott                                                          | Tenis en silla de ruedas | Quad individual mixto                  |
| Plata                                                                 |                          |                                        |
| Isis Holt                                                             | Atletismo                | 100 m T35 femenino                     |
| Isis Holt                                                             | Atletismo                | 200 m T35 femenino                     |
| Jaryd Clifford                                                        | Atletismo                | 5000 m T13 masculino                   |
| Jaryd Clifford                                                        | Atletismo                | Maratón T12 masculino                  |
| Rheed McCracken                                                       | Atletismo                | 100 m T34 masculino                    |
| James Turner                                                          | Atletismo                | 100 m T36 masculino                    |
| Michal Burian                                                         | Atletismo                | Jabalina F64 masculino                 |
| Emily Petricola                                                       | Ciclismo en pista        | Contrarreloj C4 femenino               |
| Darren Hicks                                                          | Ciclismo en pista        | Persecución individual C2 masculino    |
| Alistair Donohoe                                                      | Ciclismo en pista        | Persecución individual C5 masculino    |
| Carol Cooke                                                           | Ciclismo en ruta         | Contrarreloj T1-2 femenino             |
| Jasmine Greenwood                                                     | Natación                 | 100 m mariposa S10 femenino            |
| Paige Leonhardt                                                       | Natación                 | 100 m mariposa S14 femenino            |
| Ellie Cole Ashleigh McConnell Emily Beecroft Isabella Vincent         | Natación                 | 4 × 100 m libre (34 ptos.) femenino    |
| Grant Patterson                                                       | Natación                 | 50 m braza SB2 masculino               |
| Jake Michel                                                           | Natación                 | 100 m braza SB14 masculino             |
| Rowan Crothers                                                        | Natación                 | 100 m libre S10 masculino              |
| Ahmed Kelly                                                           | Natación                 | 150 m estilos SM3 masculino            |
| Timothy Hodge                                                         | Natación                 | 200 m estilos SM9 masculino            |
| Blake Cochrane Timothy Disken Timothy Hodge Ben Popham William Martin | Natación                 | 4 × 100 m estilos (34 ptos.) masculino |
| Madeleine McTernan Ruby Storm Ricky Betar Benjamin Hance              | Natación                 | 4 × 100 m libre S14 mixto              |
| Susan Seipel                                                          | Piragüismo               | KL2 femenino                           |
| Erik Horrie                                                           | Remo                     | Scull individual PR1M1x masculino      |
| Ma Lin                                                                | Tenis de mesa            | Individual 9 masculino                 |
| Samuel Von Einem                                                      | Tenis de mesa            | Individual 11 masculino                |
| Melissa Tapper Lei Lina Yang Qian                                     | Tenis de mesa            | Equipo 9-10 femenino                   |
| Joel Coughlan Nathan Pellissier Ma Lin                                | Tenis de mesa            | Equipo 9-10 masculino                  |
| Dylan Alcott Heath Davidson                                           | Tenis en silla de ruedas | Quad dobles mixto                      |
| Lauren Parker                                                         | Triatlón                 | PTWC femenino                          |
| Bronce                                                                |                          |                                        |
| Robyn Lambird                                                         | Atletismo                | 100 m T34 femenino                     |
| Madison de Rozario                                                    | Atletismo                | 1500 m T54 femenino                    |
| Sarah Edmiston                                                        | Atletismo                | Disco F64 femenino                     |
| Maria Strong                                                          | Atletismo                | Peso F33 femenino                      |
| Evan O'Hanlon                                                         | Atletismo                | 100 m T38 masculino                    |
| Jaryd Clifford                                                        | Atletismo                | 1500 m T13 masculino                   |
| Nicholas Hum                                                          | Atletismo                | Salto de lomgitud T20 masculino        |
| Deon Kenzie                                                           | Atletismo                | 1500 m T38 masculino                   |
| Daniel Michel                                                         | Bochas                   | Individual BC3 mixto                   |
| David Nicholas                                                        | Ciclismo en pista        | Persecución individual C3 masculino    |
| Paige Greco                                                           | Ciclismo en ruta         | Ruta C1-3 femenino                     |
| Paige Greco                                                           | Ciclismo en ruta         | Contrarreloj C1-3 femenino             |
| Meg Lemon                                                             | Ciclismo en ruta         | Contrarreloj C4 femenino               |
| Alistair Donohoe                                                      | Ciclismo en ruta         | Contrarreloj C5 masculino              |
| Katja Dedekind                                                        | Natación                 | 100 m espalda S13 femenino             |
| Katja Dedekind                                                        | Natación                 | 400 m libre S13 femenino               |
| Tiffany Thomas Kane                                                   | Natación                 | 100 m braza SB7 femenino               |
| Tiffany Thomas Kane                                                   | Natación                 | 200 m estilos SM7 femenino             |
| Keira Stephens                                                        | Natación                 | 100 m braza SB9 femenino               |
| Ruby Storm                                                            | Natación                 | 100 m mariposa S14 femenino            |
| Ellie Cole Emily Beecroft Keira Stephens Isabella Vincent             | Natación                 | 4 × 100 m estilos (34 ptos.) femenino  |
| Matthew Levy                                                          | Natación                 | 100 m braza SB6 masculino              |
| Blake Cochrane                                                        | Natación                 | 100 m braza SB7 masculino              |
| Timothy Hodge                                                         | Natación                 | 100 m espalda S9 masculino             |
| Col Pearse                                                            | Natación                 | 100 m mariposa S10 masculino           |
| Benjamin Hance                                                        | Natación                 | 100 m mariposa S14 masculino           |
| Grant Patterson                                                       | Natación                 | 150 m estilos SM3 masculino            |
| Alexander Tuckfield                                                   | Natación                 | 400 m libre S9 masculino               |
| Thomas Gallagher                                                      | Natación                 | 400 m libre S10 masculino              |
| Janine Watson                                                         | Taekwondo                | +58 kg femenino                        |